# Fänntjärnen (Grangärde socken, Dalarna, vid Stenberget)
Fänntjärnen är en sjö norr om Nyhammar i Ludvika kommun i Dalarna och ingår i Norrströms huvudavrinningsområde.